# Vandenberg AFB Launch Emplacement 8
Vandenberg AFB Space Launch Emplacement 8 (LE-8, früher auch 75-2-8) war ein Startgelände auf der Vandenberg Air Force Base in Kalifornien, USA.
Das Startgelände wurde, ebenso wie der Vandenberg AFB Space Launch Complex 10, Ende der 1950er und zu Beginn der 1960er Jahre zum Test der Thor-Mittelstreckenrakete genutzt, die zu dieser Zeit in Großbritannien stationiert wurde.

## Startliste
| Datum             | Zeit (UTC) | Raketentyp | Nutzlast        | Anmerkungen                                                                                             |
| ----------------- | ---------- | ---------- | --------------- | --- |
| 16. April 1959    | 20:46      | Thor DM-18 | Thor DM-18A 161 | Test- und Trainingsflug; Erste Thor-Rakete, die von einer britischen Crew in Vandenberg gestartet wurde |
| 6. Oktober 1959   | 18:26      | Thor DM-18 | Thor DM-18A 239 | Test- und Trainingsflug                                                                                 |
| 2. März 1960      | 20:06      | Thor DM-18 | Thor DM-18A 272 | Test- und Trainingsflug                                                                                 |
| 11. Oktober 1960  | 21:53      | Thor DM-18 | Thor DM-18A 186 | Test- und Trainingsflug                                                                                 |
| 13. Dezember 1960 | 20:08      | Thor DM-18 | Thor DM-18A 267 | Test- und Trainingsflug                                                                                 |
| 6. Dezember 1961  | 01:30      | Thor DM-18 | Thor DM-18A 214 | Test- und Trainingsflug                                                                                 |
| 19. Juni 1962     | 00:30      | Thor DM-18 | Thor DM-18A 269 | Test- und Trainingsflug                                                                                 |